# Movin’ Melodies
Movin’ Melodies – pierwszy studyjny album ATB.

## Lista utworów
| Nr  | Tytuł                                          | Długość |
| --- | ---------------------------------------------- | ------- |
| 1.  | The First Tones                                | 2:09    |
| 2.  | Emotion                                        | 4:24    |
| 3.  | Underwater World                               | 4:11    |
| 4.  | Zwischenstück                                  | 0:58    |
| 5.  | 9 PM (Till I Come)                             | 3:14    |
| 6.  | Killer 2000                                    | 5:56    |
| 7.  | Too Much Rain" (ATB vs. Woody Van Eyden Mix)   | 5:36    |
| 8.  | Don’t Stop!                                    | 3:42    |
| 9.  | Obsession                                      | 6:25    |
| 10. | My Dream                                       | 7:06    |
| 11. | Kayama                                         | 4:26    |
| 12. | Beach Vibes (EFF)                              | 8:26    |
| 13. | Movin’ Melodies                                | 6:01    |
| 14. | Sunburn                                        | 3:51    |
| 15. | 9 PM (Till I Come)" (Signum Mix) (Bonus Track) | 7:36    |